# Masakazu Katsura
桂・正和
Œuvres principales
- Wingman
- Zetman
- Video Girl Ai
- DNA²
- Vander
- Shadow Lady
- I”s
- M
- Zetman
  - Shin-no-shin
  - Woman in the Man
  - Shadow Lady

Masakazu Katsura (桂・正和, Katsura Masakazu) est un mangaka japonais né le 10 décembre 1962 dans la préfecture de Fukui.

## Biographie
Jeune passionné de Batman, Katsura se révèle au monde de la bande dessinée japonaise lorsqu'il remporte le Prix Tezuka en 1980 avec Tsubasa, histoire d'un androïde, et en 1981 avec Tenkōsei wa hensōsei!?. Dès 1983, il connaît le succès avec les treize volumes de Wingman, alliance d'humour et de science-fiction avec une touche d'érotisme. Sa seconde série à succès, Video Girl Ai, qui reprend les ingrédients qui avaient valu le succès de Wingman, est l'un des premiers mangas traduits en français. En 1997, avec I"s, Masakazu abandonne la science-fiction pour écrire une histoire d'amour assez classique remportant un important succès.
Bien que préférant la science-fiction, il a principalement dessiné des romances (pour hommes), à la demande de son éditeur. Lorsqu'il dessine celle-ci, il a déclaré avoir besoin d'écouter de la dance, de l'eurobeat.
Son studio, Studio K2R est nommé d'après son nom : K (ka) - 2 (tsu/two) - R (ra).
Masakazu Katsura était l'invité d'honneur de la Japan Expo, le 6 juillet 2004. Il était également présent à Japan Expo 11 (2010), à l'occasion de ses 30 ans de carrière, pour la promotion de la Katsura Trilogy : coffret regroupant Shadow Lady, Dr. Chanbelee, ainsi qu'un recueil d’illustrations.
Katsura est également un ami de longue date d'Akira Toriyama, père de la série Dragon Ball. Ce qui lui a entre autres valu plusieurs apparitions dans la série comique Dr Slump sous forme d'un personnage super deformed. En 2008 et 2009, les deux auteurs ont collaboré à la création d'histoires one-shots : Sachie-chan Guu! puis Jiya, publiés en France en 2015 par Glénat dans un recueil titré Katsuraakira.
En 2019, il est choisi par PlatinumGames pour être le character design du jeu exclusif à la Nintendo Switch, Astral Chain.

## Œuvres
- Tsubasa (1981, Prix Tezuka)
- Transfer Student, Transform! (1982, Prix Tezuka)
- Wingman (1983-1985)
- Voguman (1985)
- Chōkidōin Vander (1985-1986, dans le dernier numéro du Weekly Shōnen Jump, 超機動員ヴァンダー)
- Pantenon (1986)
- Present From Lemon (1987)
- Shin-no-Shin[2] (1989)
- Video Girl Ai (1989-1992, suivi de Video Girl Len)
- Zetman (recueil)[2]  (1992)
  - Zetman (reprit en 1994, puis en série longue en 2002)
  - Shadow Lady (pilote du manga de 1995)
  - Shin-no-shin (écrit et publié en 1989)
  - Woman In The Man (1993)
- Zetman[2] (1994, repris en série longue en 2002)
- DNA² (1993-1994)
- Shadow Lady (1995-1996)
- M (1996, une version plus complète a été publié en 2002)
- I”s (1997-2000)
- Dr. Chanbelee (2001)
- Zetman (2002 - 2014)
- Jiya (2009) collaboration avec Akira Toriyama

### Œuvres publiées en français
- Video Girl Ai, Tonkam, 15 volumes, 1994-1997.
- Wingman, Média système édition, 6 volumes, 1997.
- DNA², Tonkam, coll. « Tsuki Poche », 5 volumes, 1997.
- Zetman, Tonkam, 1 volume, 1997.
- Shadow Lady, Tonkam, coll. « Tsuki Poche », 3 volumes, 1997-1998.
- Video Girl, Tonkam, Roman de Sukehiro Tomita, 1 volume, 1999.
- I”s, Tonkam, coll. « Tsuki Poche », 15 volumes, 2000-2002.
- Zetman, Tonkam, 20 volumes, 2004-2014.
- Love & destroy, Tonkam, 1 volume, juillet 2006.
- M, Tonkam, 1 volume, octobre 2006.
- Wingman, Tonkam, 7 volumes, avril 2012.

## Character designer
- Iria - Zeiram the Animation, character designer original.
- Tiger and Bunny (2011), character designer original.
- Garo: Crimson Moon (2015), character designer
- Double Decker! Doug & Kirill (2018), character designer
- Astral Chain (2019), character designer

## Sources